# Mao Asada
Mao Asada (浅田 真央 Asada Mao, nacida el 25 de septiembre de 1990) es una patinadora sobre hielo japonesa, cinco veces campeona nacional, subcampeona de los Juegos Olímpicos de Invierno de 2010 y campeona del mundo en 2008, 2010 y 2014. Ha ganado tres veces el Campeonato de los Cuatro Continentes y cuatro veces el Grand Prix de patinaje artístico sobre hielo. En la categoría Júnior, fue Campeona del Mundo en 2005 y obtuvo el título del Grand Prix Júnior en el mismo año.
En los Juegos Olímpicos de Vancouver 2010 se convirtió en la primera mujer que realizó tres axel triples en la misma competición.

## Vida Personal
Mao Asada nació en Nagoya, Japón. Su nombre fue escogido en homenaje a la actriz japonesa Mao Daichi. Asistió a la Escuela Internacional de Nagoya hasta la mitad del 1.er grado. Después cambió de colegio y se graduó en la Escuela Primaria y Takabari Takabaridai Secundaria. Luego recibió su diploma de escuela secundaria en la Escuela de Chukyo el 15 de marzo de 2009. Después de eso, se matriculó en la Universidad de Chukyo .
Su hermana Mai Asada (dos años mayor) también es una patinadora artística y finalizó el Campeonato Cuatro Continentes 2006 de Patinaje Artístico en sexta posición. Ella no es tan conocida como Mao en todo el mundo.